# Intragna TI
| TI ist das Kürzel für den Kanton Tessin in der Schweiz. Es wird verwendet, um Verwechslungen mit anderen Einträgen des Namens Intragna zu vermeiden. |

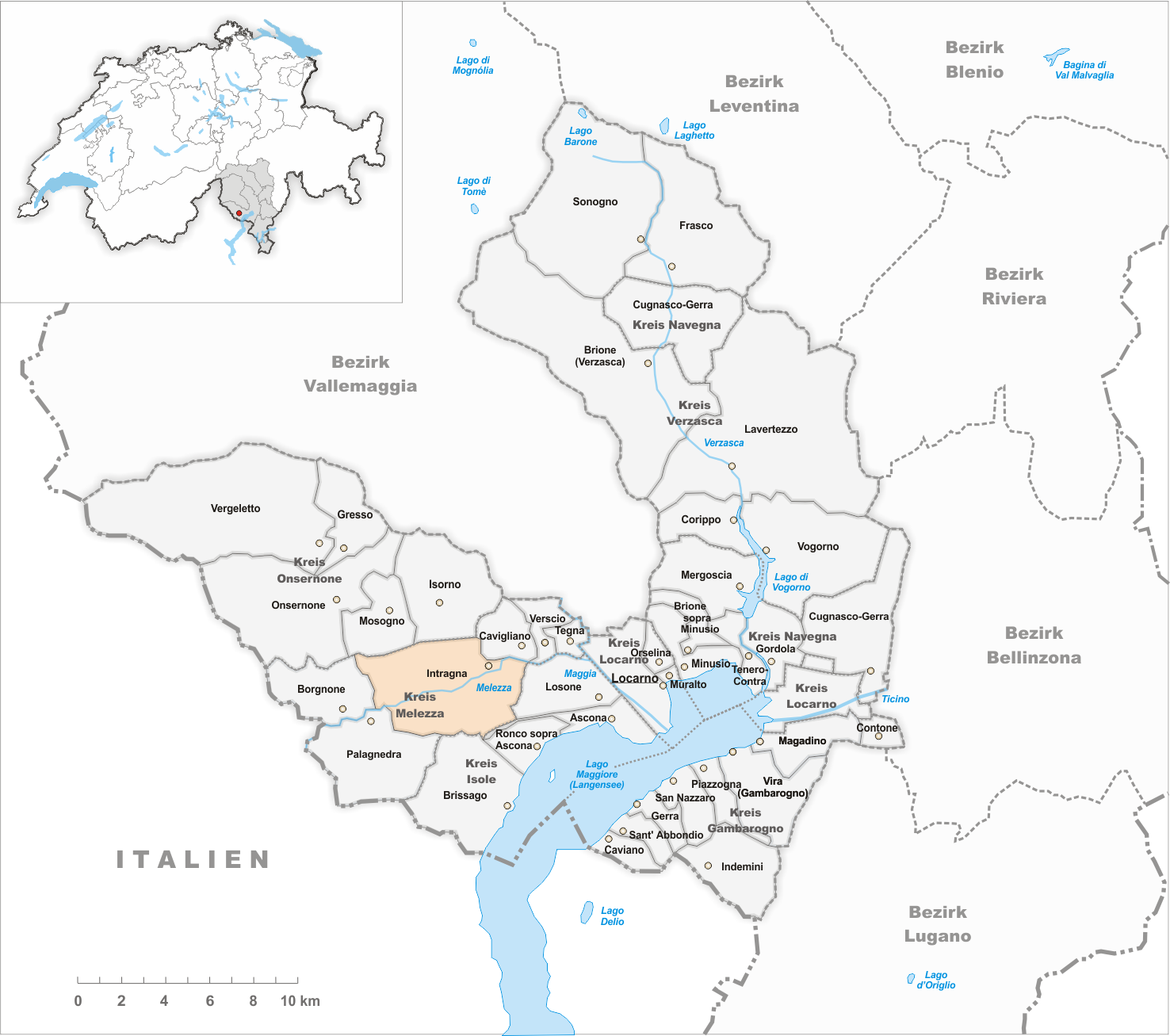
Gemeindestand vor der Fusion am 24. Oktober 2009

Intragna ist der Hauptort der Gemeinde Centovalli, Kanton Tessin; zugleich ist es Hauptort des Kreises Melezza. Bis 2009 bildete Intragna eine eigenständige politische Gemeinde.

Werner Friedli (Fotograf): Intragna, historisches Luftbild (1964)

## Geographie
Intragna liegt auf 369 m ü. M. auf dem abgeflachten Bergsporn zwischen den beiden Tälern der Melezza und des Isorno, am Eingang in die Täler von Onsernone und Centovalli und an der Vereinigung der beiden starken Wildbäche Isorno und Melezza, mitten in reichen Weingärten und alten Kastanienbäumen. Zur ehemaligen Gemeinde gehörten die Weiler Calezzo, Corcapolo mit Salmina, Costa, Cremaso, Golino, Pila, Rasa, Vosa sowie Verdasio mit Bolle und Sassalto.
Der mittelalterliche Ortskern erinnert eher an eine kleine Stadt als an ein Dorf, mit seinen eng aneinander gebauten drei- bis viergeschossigen Häusern, teilweise unverputzt aus lokalem Bruchstein errichtet, teilweise verputzt und farbig bemalt, und dem zentralen Platz mit dem arkadengeschmückten Haus der Gemeindeverwaltung.

## Geschichte
Die erste Erwähnung des Dorfes – als Intranea – stammt aus dem Jahr 1272. Im Mittelalter gehörten die Bischöfe von Como und die Capitanei von Locarno zu den Grundherren. Zusammen mit Golino und Verdasio bildete das Dorf eine Vicinia (Nachbarschaft), deren erste Statuten von 1365 stammen (revidiert 1469). Sie besass das Recht, einen Vertreter an den Rat der Pieve von Locarno zu delegieren. Der Ortsvorsteher (console) wurde abwechselnd während fünf Jahren von Intragna, dann während je einem von Golino und Verdasio gestellt. Vom 16. bis ins 18. Jahrhundert war Intragna Teil der eidgenössischen Landvogtei Locarno.
Kirchlich war Intragna ursprünglich vom unterhalb im Melezzatal gelegenen Golino (1297 erwähnte Kirche San Giorgio) abhängig; die 1474 geweihte Kapelle San Gottardo in Intragna trennte sich jedoch 1653 von der im 16. Jahrhundert entstandenen Pfarrei Golino. Die heutige Kirche wurde von 1722 bis 1738 errichtet, der Glockenturm von 1765 bis 1775; er ist mit 65 Meter Höhe der höchste Campanile im Kanton Tessin. Über Jahrhunderte war Intragna primär agrarisch geprägt, und die Einwohner betrieben Ackerbau, Viehzucht und Weinbau. Ab dem 16. Jahrhundert kamen Einkünfte aus saisonaler Auswanderung – vor allem als Kaminfeger in die Lombardei und ins Piemont – hinzu. In der zweiten Hälfte des 19. Jahrhunderts erfolgte eine starke Auswanderung nach Amerika und Australien. Die gewerblich-industrielle Produktion in einer Uhrenfabrik, einem Steinbruch, einer Schreinerei sowie die Fabrikation von Pedule (Stoffschuhe mit Hanfsohlen, vom Beginn des 20. Jahrhunderts bis 1962) kamen in den 1960er-Jahren zum Erliegen. Von 1889 bis 1893 wurde die Kantonsstrasse erbaut, 1923 der Bahnhof an der Bahnlinie Locarno-Domodossola. 1929 wurde das heutige Alters- und Pflegeheim San Donato eröffnet. Während die Bevölkerungszahl in den höher gelegenen Siedlungen stark zurückgegangen ist, sind Intragna und Golino dank ihrer Nähe zu Locarno, wohin zur Arbeit gependelt werden kann, seit 1970 gewachsen. Entsprechend sind in und um den mittelalterlichen Dorfkern neue Wohngebäude und Wohnquartiere entstanden.
Am 25. Oktober 2009 fusionierten die Gemeinden Intragna, Borgnone und Palagnedra zur neuen Gemeinde Centovalli. Intragna mit Golino und Verdasio bildet aber nach wie vor eine eigenständige Bürgergemeinde.

## Bevölkerung
Einwohnerzahlen: Volkszählungsdaten  Zahlen bis 1808 inkl. Golino

## Sehenswürdigkeiten
Die Dorfbilder von Intragna und Golino sind im Inventar der schützenswerten Ortsbilder der Schweiz (ISOS) als schützenswertes Ortsbild der Schweiz von nationaler Bedeutung eingestuft.
- Pfarrkirche San Gottardo[9][10] mit Campanile
- Wohnhaus Maggetti, Museum Centovalli und Pedemonte[9][11]
- Pfarrkirche San Giorgio im Ortsteil Golino, erwähnt 1297, mit Gemälde San Giorgio a Cavallo (17. Jahrhundert)[9]
- Pfarrkirche Santi Giacomo Maggiore e Cristoforo (1578) im Ortsteil Verdasio[9]
- Pfarrkirche Sant’Anna (1746) im Ortsteil Rasa mit Gemälde Sant’Anna e Maria bambina von Pietro Ligari[9]
- Römerbrücke auf dem Weg Intragna-Remagliasco (1588)[9]

## Bilder

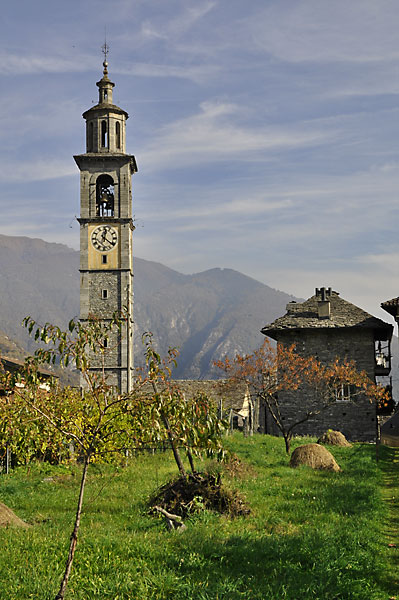
Glockenturm der Kirche San Gottardo
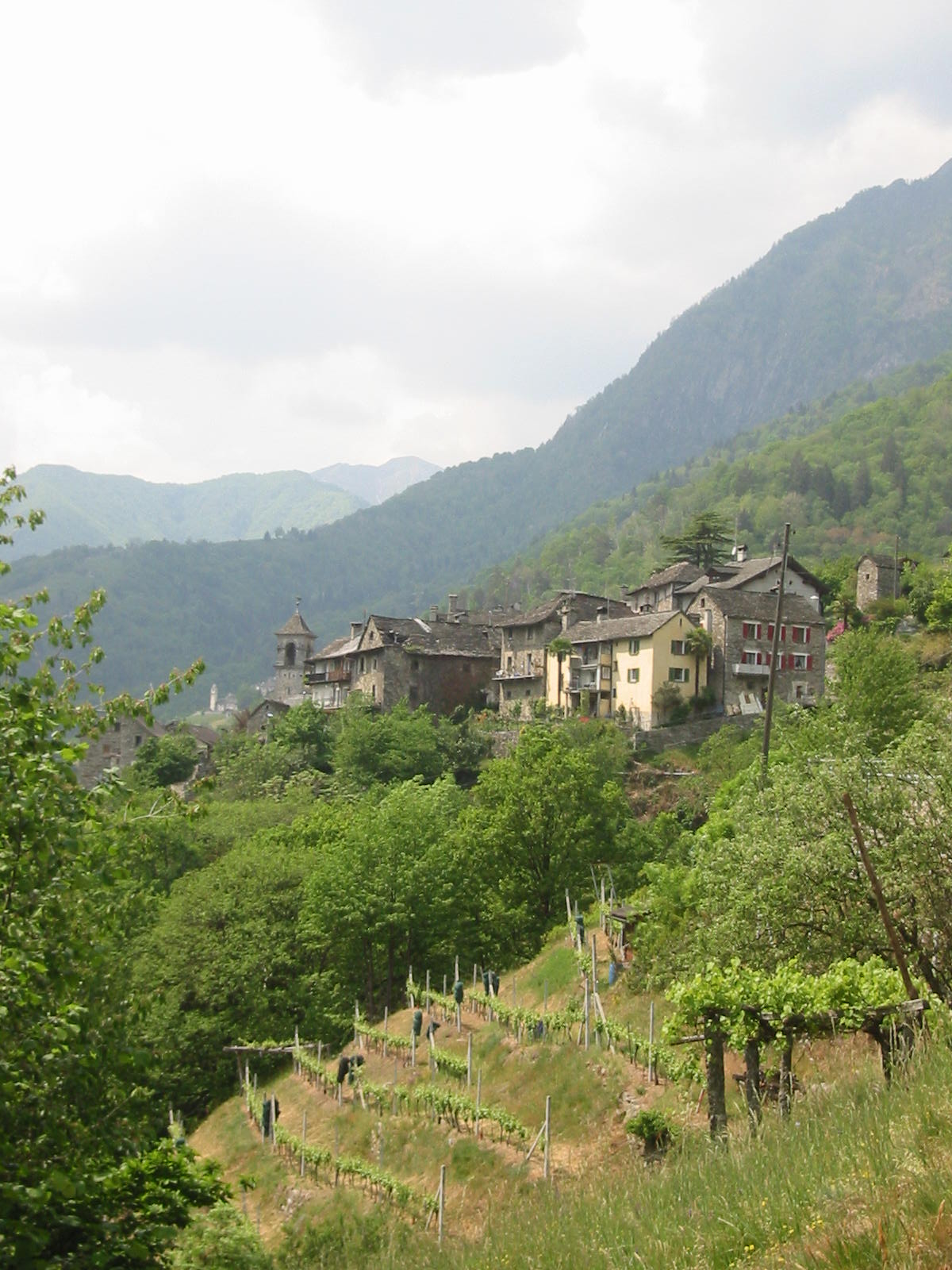
Verdasio
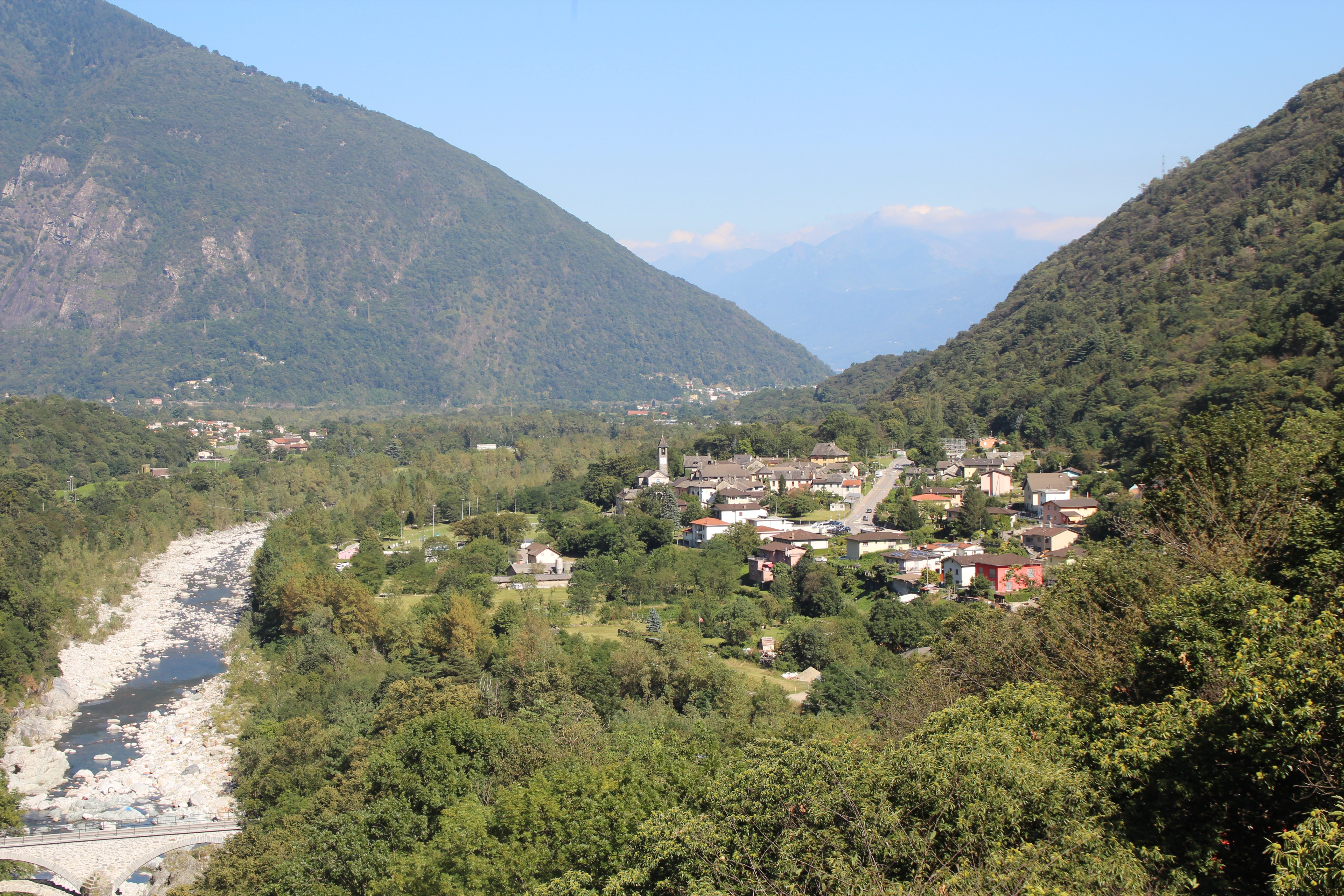
Golino
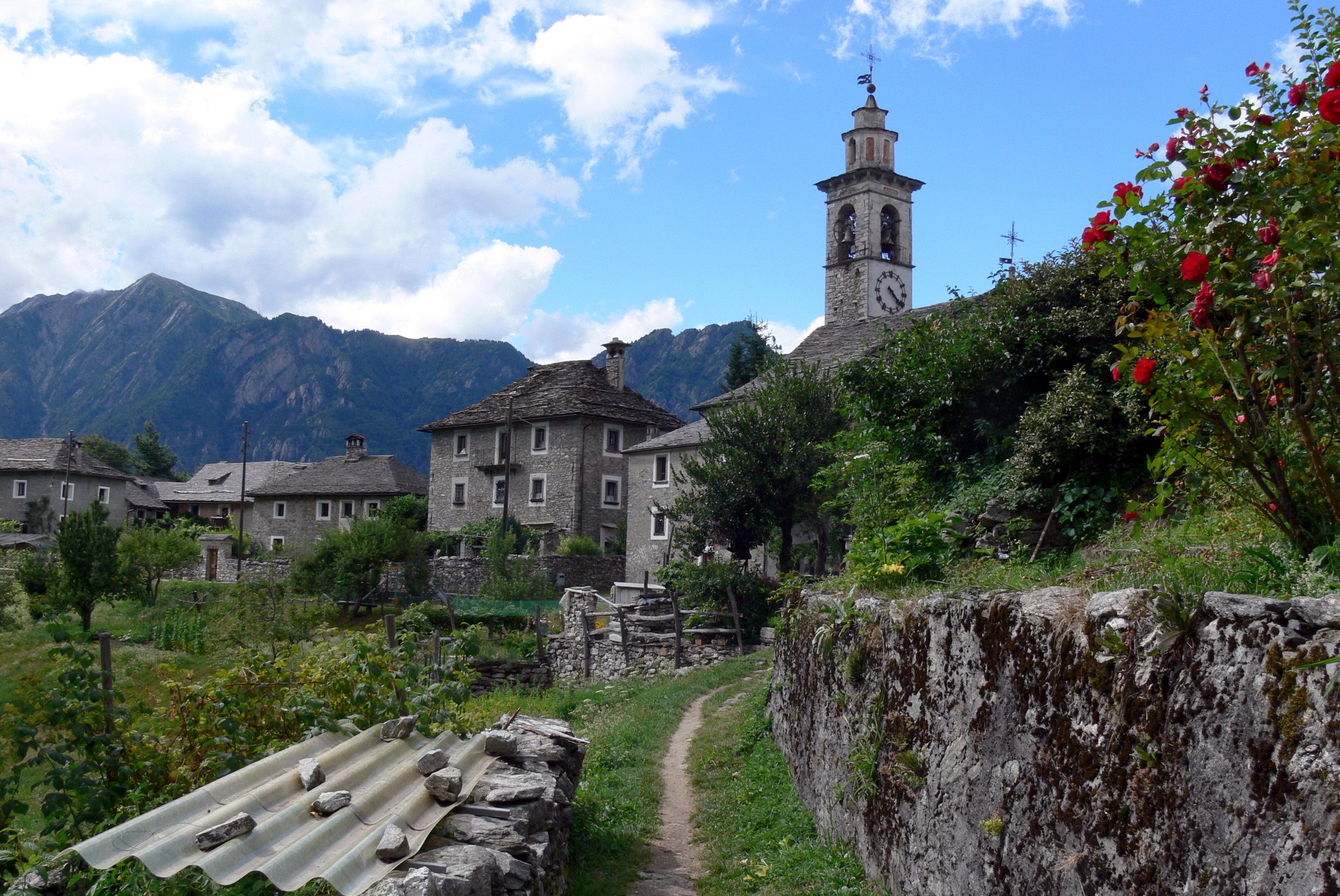
Rasa
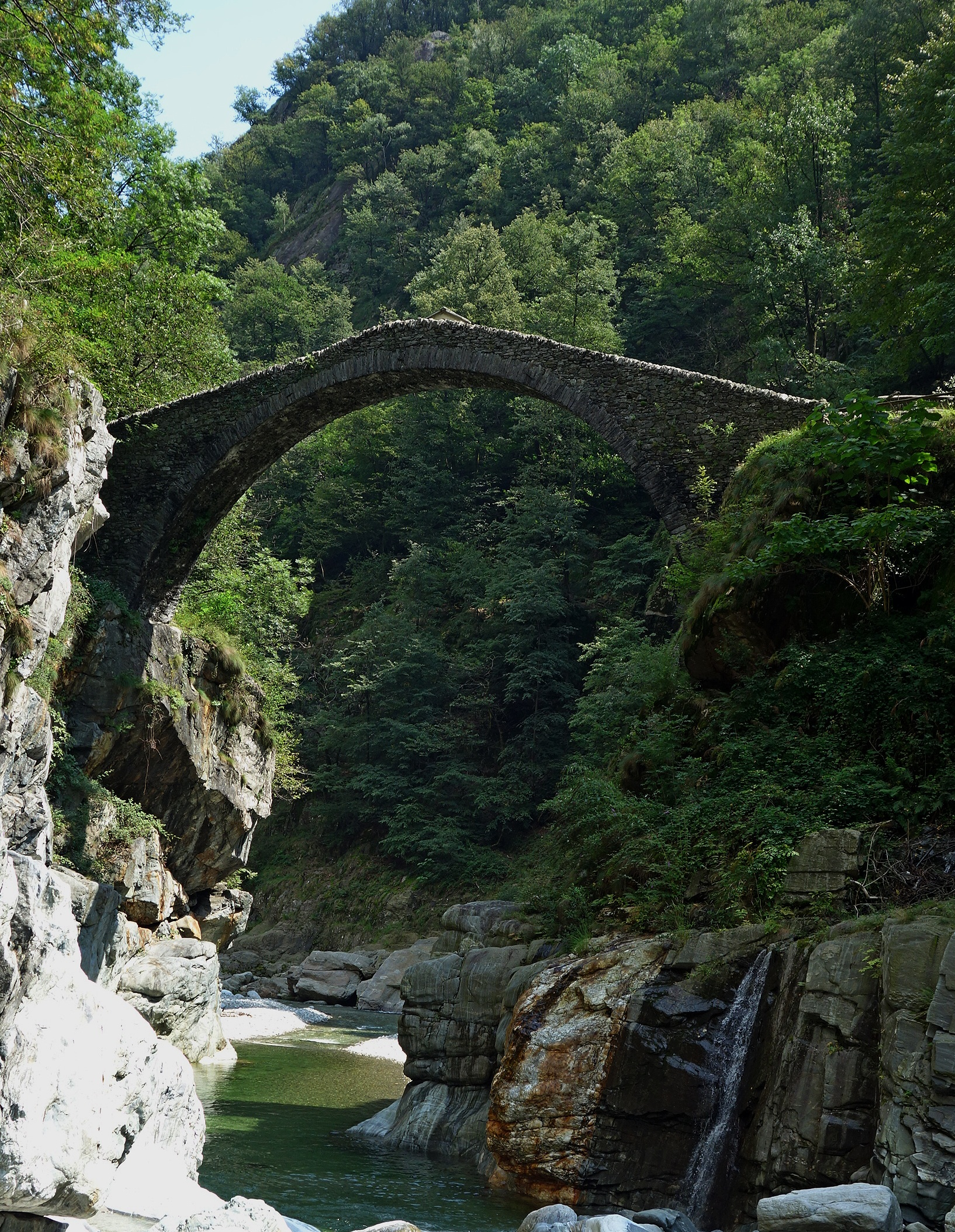
Römerbrücke

## Persönlichkeiten

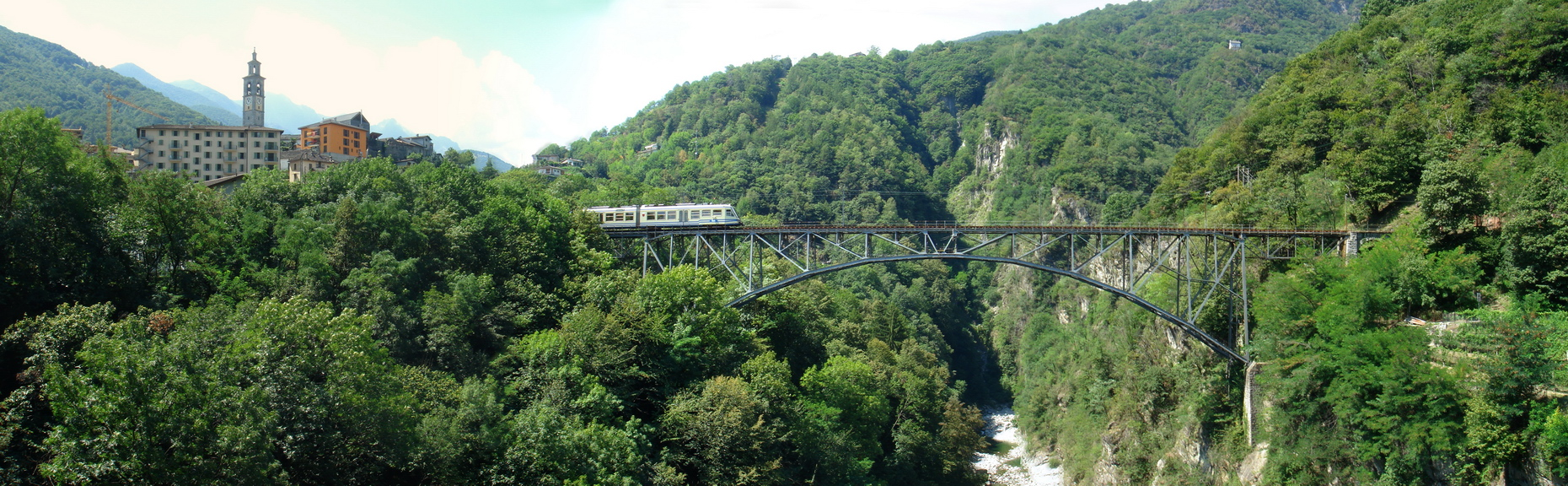
Intragna mit dem Viadukt der Centovallibahn

## Tourismus
Intragna liegt am Eingang zu den bedeutenden Tourismusgebieten des Centovalli und des Onsernone, zudem verkehrsgünstig an der Kantonsstrasse und an der Centovallibahn, die unterhalb des Ortes mit einem 82 Meter hohen Viadukt den Fluss Isorno überquert. Die Bahn ermöglicht die direkte Verbindung nach Locarno und Domodossola, das an der Simplonlinie liegt. Intragna ist Ausgangspunkt einer Seilbahn nach Costa mit einer Zwischenstation für den Ort Pila. In Intragna steht ausserdem der mit 65,114 Meter höchste Campanile des Kantons. Ausser dem eindrucksvollen Regionalmuseum Centovalli e Pedemonte und den beschriebenen Sehenswürdigkeiten besitzt Intragna jedoch wenig touristische Einrichtungen: zwei kleinere Hotels (zwei weitere gibt es in Golino), eine Reihe von privat vermieteten Ferienwohnungen und drei Restaurants.